# Jean-Hugues Ateba
Jean-Hugues Ateba (Yaoundé, 1º aprile 1981) è un ex calciatore camerunese, di ruolo difensore.